# エリン・ブロコビッチ

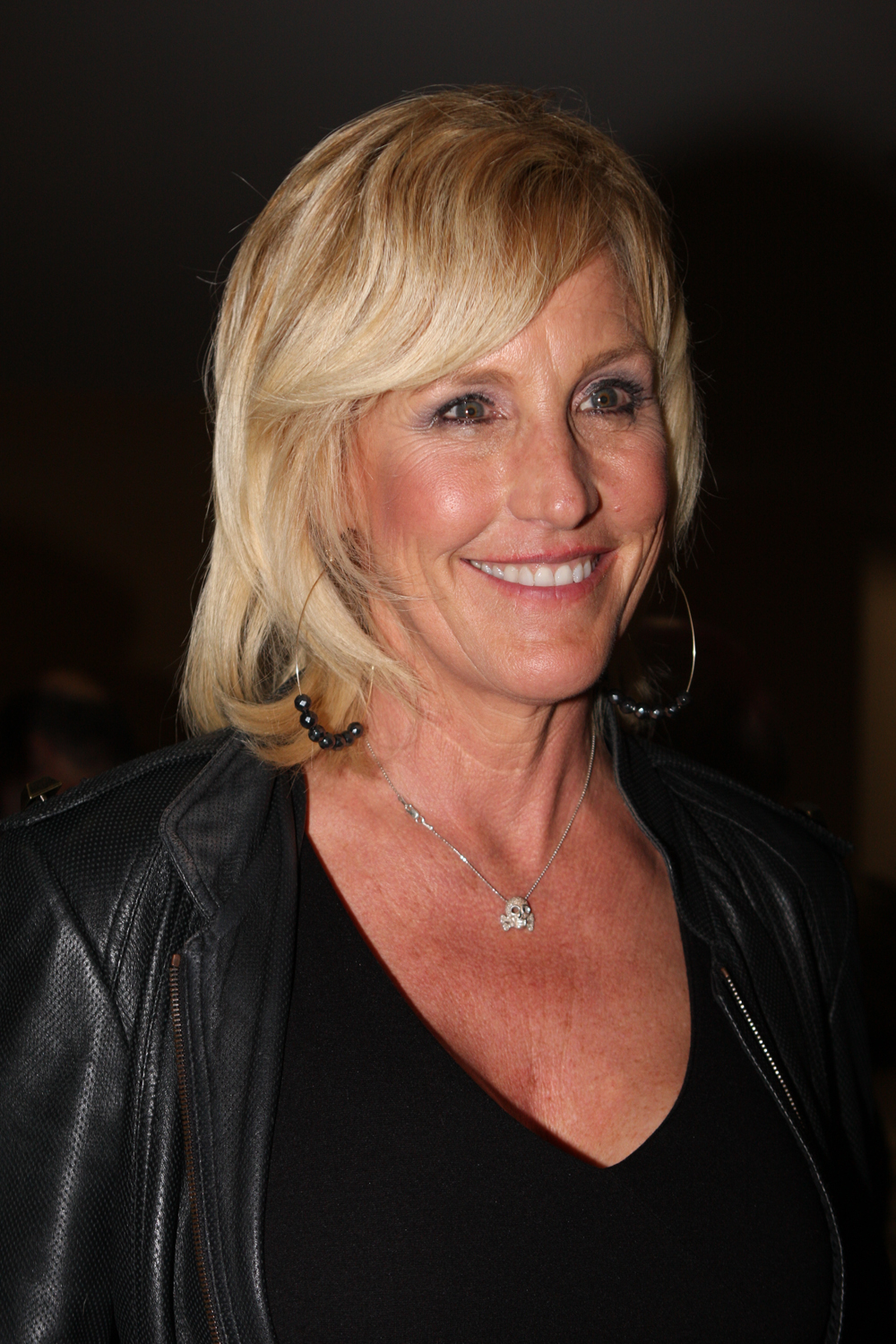
エリン・ブロコビッチ

エリン・ブロコビッチ（Erin Brockovich, 1960年6月22日 - ）は、アメリカ合衆国の環境運動家。正式な法律教育を受けていないにもかかわらず、1993年にカリフォルニア州の大手企業PG&Eを相手取って訴訟を起こし、3億3300万ドルの和解金を勝ち取った女性。

## プロフィール
エリン・ブロコビッチは「エレン・パティー」としてカンザス州ローレンスで生まれる。父親は元アメリカンフットボール選手のフランク・パティー。カンザス州立大学卒業後に働き始めるがすぐに辞め、お金のために美人コンテストに参加するようになる。1981年にミス・パシフィック・コーストになるが、1982年にはカリフォルニアへ移った。
3度結婚・離婚しており、「ブロコビッチ」は二番目の夫の姓である。

## 訴訟
アメリカ合衆国にて、工場の敷地内に高濃度の六価クロム溶液を10年以上の長期に渡って大量に垂れ流していた企業があり、地域の地下水を汚染し続けた。周辺住民に癌などの健康被害が多発したことから事件として発覚し、会社は多額の賠償金を支払って和解している。これは巨額の公害賠償金支払いの最初のケースになった。大きな関心を集めた同事件は、後にジュリア・ロバーツ主演の『エリン・ブロコビッチ』として映画化されている。

## 映画化
彼女の起こした訴訟は、2000年、スティーヴン・ソダーバーグ監督、ジュリア・ロバーツ主演で映画化された。ジュリア・ロバーツはこの役でアカデミー主演女優賞、ゴールデングローブ賞女優賞、 英国アカデミー賞女優賞などを受賞した。またエリン本人もウェイトレス役でカメオ出演している。